# Virtual Boy
Virtual Boy (arbetsnamn: VR-32 och Virtual Utopia Experience) är en spelkonsol lanserad 1995 av Nintendo. Utveckling och design gjordes av Gunpei Yokoi. Den tillverkades enbart under ett år.
Virtual Boy lanserades i Japan och USA, men kom aldrig till Europa annat än som privatimport. Konsolen hade monokrom färgåtervigning med färgnyanser i rött. Spelen var tredimensionella genom två separata skärmar, en för varje öga, vilket utnyttjar ögonens stereoseende.
Handkontrollen var anpassad så att den passade både vänster- och högerhänta. Från handkontrollen gick två sladdar: den ena för att koppla in kontrollen i enheten, och den andra till en strömadapter, men enheten kunde även gå på batterier. På- och avknappen satt inte på enheten utan på handkontrollen.

## Tekniska specifikationer
- Processor: 32-bit NEC V810, 20 MHz
- Arbetsminne: 1MB
- Maximalt antal färger: 4 med 32 nivåer av intensitet
- Max skärmupplösning: 384 x 224 pixlar
- Ljudchip: 16-bit stereo

## Tillbehör
- Det släpptes ett tillbehör för att kunna spela med strömadapter, annars drivs maskinen med batterier.